# Pseudacteon dorymyrmecis
Pseudacteon dorymyrmecis är en tvåvingeart som beskrevs av Borgmeier 1925. Pseudacteon dorymyrmecis ingår i släktet Pseudacteon och familjen puckelflugor. Inga underarter finns listade i Catalogue of Life.